# 徳重 (名古屋市)
徳重（とくしげ）は、愛知県名古屋市緑区の地名。現行行政地名は徳重一丁目から徳重五丁目。住居表示未実施。

## 地理
名古屋市緑区北東部に位置し、西は乗鞍二〜三丁目、東は鳴海町（字笹塚）、南は鳴海町（字横吹）・横吹町、北は元徳重一丁目、北東は鶴が沢一〜二丁目に接する。
2011年（平成23年）3月に名古屋市営地下鉄桜通線が延伸開通し徳重駅が開業したこともあり、周辺は新興住宅地として近年急速に開発が進んでいる。2010年（平成22年）に地価公示が上昇した名古屋市の4ヶ所のうち1ヶ所は徳重であった。
狭義の「徳重」は愛知県道36号諸輪名古屋線と東海通（名古屋市道東海橋線、愛知県道56号名古屋岡崎線（新道））の交わる徳重交差点南側の町丁を指すが、広義には徳重交差点および地下鉄徳重駅（乗鞍二丁目所在）周辺地域の通称として乗鞍・鶴が沢や、かつて鳴海町字徳重の大半を占めていた現在の元徳重（緑区役所徳重支所所在地）などが含まれる。

### 河川
- 扇川
- 神沢川

## 歴史

### 町名の由来
鳴海町の小字名「徳重」による。「徳重」という地名は少なくとも江戸期には確認することができるが、由来は不明であるという。
古くは相原村のの一部で、当地には愛知郡の豪族と言われる花井氏が室町時代頃に移住したという伝承がある。

### 行政区画の変遷
- 1991年（平成3年）11月17日 - 緑区鳴海町の一部より、同区徳重一〜五丁目が成立[1]。
- 2019年（令和元年）10月5日 - 鳴海町（字笹塚）の一部を三丁目へ編入[12]。
- 2022年（令和4年）11月12日 - 鳴海町（字鶴ケ沢の残部全域および笹塚の一部）の一部を三丁目へ編入[13]。

## 世帯数と人口
2019年（平成31年）3月1日現在の世帯数と人口は以下の通りである。
| 丁目       | 世帯数    | 人口    |
| ---------- | --------- | ------- |
| 徳重一丁目 | 173世帯   | 413人   |
| 徳重二丁目 | 283世帯   | 707人   |
| 徳重三丁目 | 186世帯   | 485人   |
| 徳重四丁目 | 551世帯   | 1,439人 |
| 徳重五丁目 | 264世帯   | 643人   |
| 計         | 1,457世帯 | 3,687人 |

### 人口の変遷
国勢調査による人口の推移
| 1995年（平成7年）  | 2,208人 | [ 14 ] |  |
| 2000年（平成12年） | 2,685人 | [ 15 ] |  |
| 2005年（平成17年） | 2,727人 | [ 16 ] |  |
| 2010年（平成22年） | 2,958人 | [ 17 ] |  |
| 2015年（平成27年） | 3,237人 | [ 18 ] |  |

## 学区
市立小・中学校に通う場合、学校等は以下の通りとなる。また、公立高等学校に通う場合の学区は以下の通りとなる。
| 丁目       | 番・番地等 | 小学校               | 中学校               | 高等学校 |
| ---------- | ---------- | -------------------- | -------------------- | -------- |
| 徳重一丁目 | 全域       | 名古屋市立徳重小学校 | 名古屋市立扇台中学校 | 尾張学区 |
| 徳重二丁目 | 全域       | 名古屋市立徳重小学校 | 名古屋市立扇台中学校 | 尾張学区 |
| 徳重三丁目 | 全域       | 名古屋市立徳重小学校 | 名古屋市立扇台中学校 | 尾張学区 |
| 徳重四丁目 | 全域       | 名古屋市立徳重小学校 | 名古屋市立扇台中学校 | 尾張学区 |
| 徳重五丁目 | 全域       | 名古屋市立徳重小学校 | 名古屋市立扇台中学校 | 尾張学区 |

## 施設

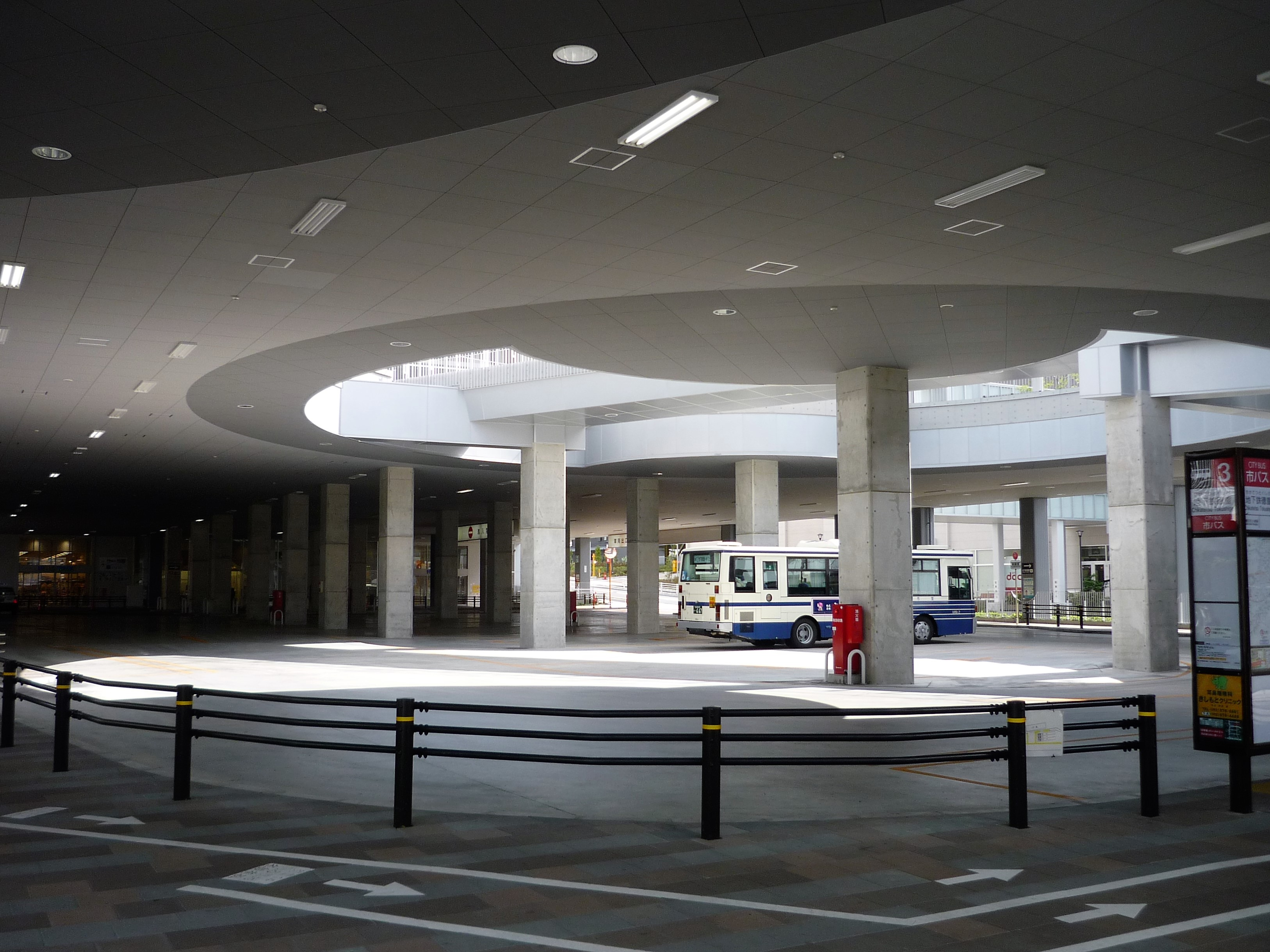
徳重駅のバスターミナル

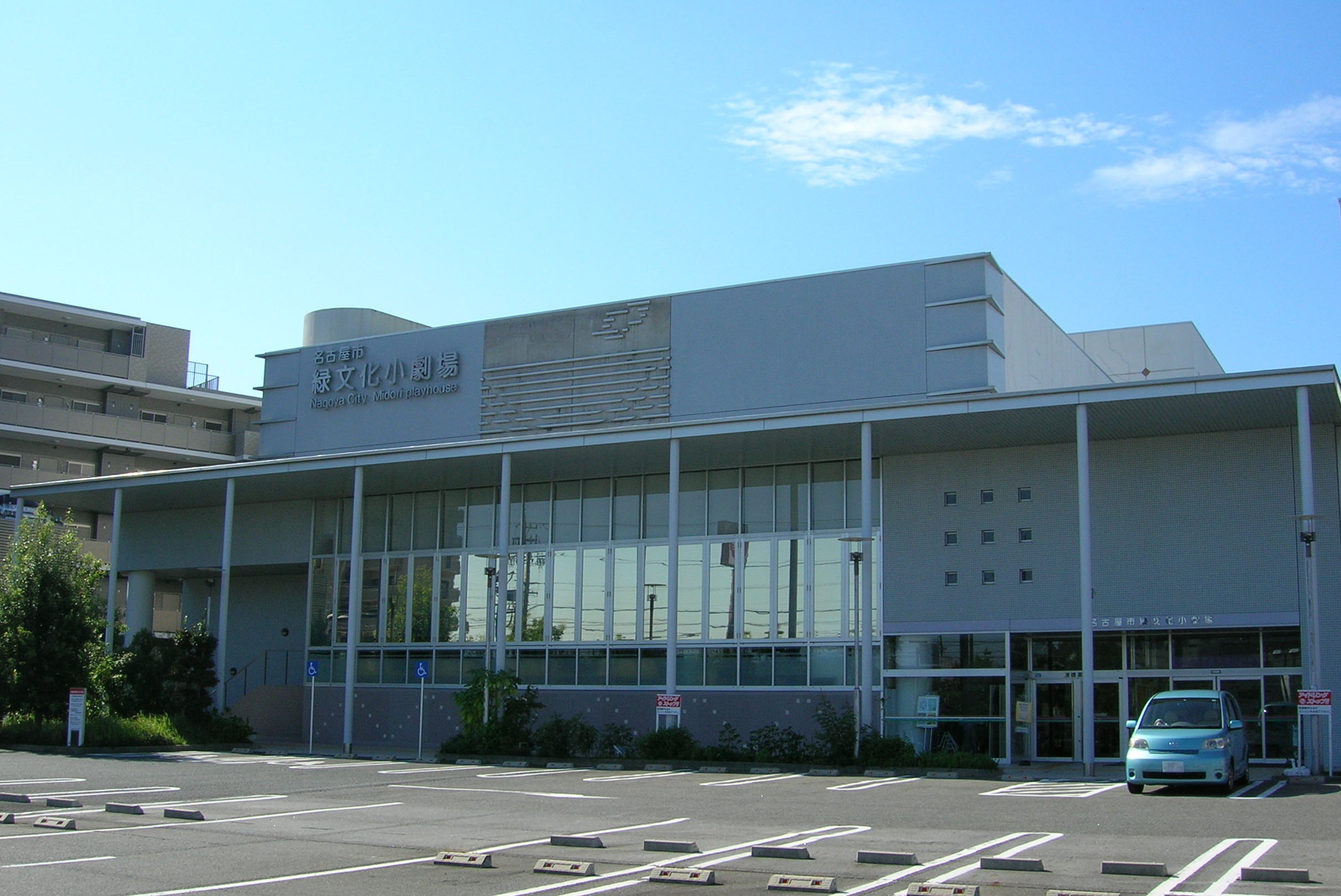
名古屋市緑文化小劇場

### 徳重
- アピタ緑店
- 名古屋市立徳重小学校
- 名古屋市立扇台中学校
- カネ美食品本社
- インドアゴルフ徳重
- 通曲（とおりがね）公園

### 徳重周辺
- ヒルズウォーク徳重ガーデンズ
- ユメリア徳重（緑区役所徳重支所）
- 名古屋市緑文化小劇場
- みどりが丘公園

## 交通

### 鉄道
地下鉄
- 名古屋市営地下鉄桜通線 ： 徳重駅

### 道路
- 東海通（名古屋市道東海橋線、愛知県道56号名古屋岡崎線（新道））
- 愛知県道36号諸輪名古屋線

## 催事
- 緑東部商業まつり

## その他

### 日本郵便
- 郵便番号 : 458-0815[4]（集配局：緑郵便局[21]）。